# Carl Sassenrath
Carl Sassenrath (Kalifornia, 1957 –) amerikai hardvertervező-, illetve szoftverfejlesztő mérnök, aki többek között az AmigaOS multitasking mikrokernelének, illetve a Rebol platformfüggetlen programozási nyelvnek a kifejlesztéséről ismert.

## Családi háttere, tanulmányai
Carl Sassenrath 1957-ben Kaliforniában született Charles Sassenrath és Carolyn Sassenrath gyermekeként. Apja vegyészmérnök volt, aki kőolajfinomítással, papírgyártással, illetve légszennyezettség-ellenőrző rendszerek kutatás-fejlesztésében vett részt. A család az 1960-as évek végén San Francisco Bay Area régióból a szintén kaliforniai kisvárosba, Eurekába költözött.
Sassenrath már gyermekkora óta lelkes érdeklődést mutatott az elektronika, az amatőr rádiózás, a fényképezés és a filmkészítés iránt. 13-évesen a PBS közszolgálati csatorna KEET nevű kaliforniai helyi TV-adójához csatlakozott, majd egy évvel később, az akkor az ABC-hez tartozó KVIQ csatornánál lett kameraman. Később felküzdötte magát műszaki-, majd hírigazgatóvá.
1980-ban villamosmérnök-számítógép-tudományi BSc (főiskolai) diplomát szerzett a Kaliforniai Egyetem Davis campusán. Tanulmányai alatt kezdett érdeklődni az operációs rendszerek, a párhuzamos parancsfeldolgozás, a programozási nyelvek, illetve a neurofiziológia iránt. Oktatói asszisztens volt végzősöknek tartott programozási nyelvi kurzusokon és kutatói asszisztens volt idegtudományi, illetve magatartástudományi területeken. Nagybátyja, Dr. Julius Sassenrath volt a vezetője az egyetem neveléslélektani tanszékének, nagynénje, Dr. Ethel Sassenrath pedig egyike volt a THC első kutatóinak a California National Primate Research Centerben.

## Szakmai tevékenységei

### Hewlett-Packard
Egyetemi tanulmányai utolsó évében Sassenrath csatlakozott a Hewlett-Packard számítógép-rendszerek osztályához és a HP 3000-es számítógépek valós-idejű operációs rendszerének (MPE OS) a fájlrendszerét tervező csapat tagja lett. Egy évvel később az MPE OS rendszermagot (kernelt) fejlesztő csapatának tagja lett. Ekkor került érdeklődésének homlokterébe a nagy-komplexitású operációs rendszerek minimalizálása és saját mikrokernel-alapú „kisebb operációs rendszer” elképzelése.
1981 végén és 1982 elején Sassenrath az egyetem engedélyével a National Science Foundation (NSF) légkörfizikai kutatásában vett részt az Amundsen–Scott déli-sarki kutatóállomáson.
Visszatérése után grafikus felhasználói felületet (GUI), illetve távoli eljáráshívásokat (RPC) érintő kutatásokat végzett a HP-nak elosztott számítógépes környezetben. Mély benyomást tettek rá a PARC, illetve a MIT által akkoriban publikált újszerű számítástechnikai elképzelések, melyek hatására a HP-n belül egy új projektet hozott létre modern ablakos rendszerű, egérvezérelt GUI kifejlesztésére, mely a Probus nevet kapta.
Ezen túl számos programozási nyelvet érintő projektben vett részt, úgymint: Pascal, Lisp, Forth, stb.

### Amiga Computer
Carl Sassenrath 1983-ban csatlakozott az akkor még kis létszámú szilícium-völgyi startup, az Amiga Corporation csapatához. Az Amiga új operációs rendszerének kifejlesztéséért felelős csapat menedzsere lett. Ő volt az, aki a preemptív multitasking alapú operációs rendszer mellett döntött, mely újszerű megoldásnak számított személyi számítógépek körében, ahol mind az 1981-ben kiadott MS-DOS, mind pedig az 1984-ben megjelent Mac OS „egyfeladatos” működésű volt.
Az Amiga mikrokernele valósidejű folyamatok közötti üzenettovábbítás elvén alapult és magja Exec néven vált ismertté, mely az eszköz- és egyéb funkciókönyvtárakat (libraryk) modulokként dinamikusan kezelte önmaga körül. Ez az architektúra rugalmas és könnyen bővíthető volt a személyi számítógépek 1980-as évek eleji korlátozott memória kapacitásához mérten. A későbbi években külsős fejlesztők számtalan könyvtármodult fejlesztettek a rendszerhez.
Sassenrath a már Commodore Amiga 1000-es típus 1985-ös kiadása után otthagyta a céget, új kihívásokat keresve.

### Apple Computer
Sassenrath 1986-ban felvételt nyert az Apple Inc. Advanced Technology Group (ATG) csoportjába, hogy egy következő generációs operációs rendszer kifejlesztését vezesse. A munka során a Smalltalk objektumorientált programozási nyelvet használták és olyan neves informatikusokkal dolgozott együtt, mint Alan Kay, Larry Tesler vagy Bill Atkinson.

### Sassenrath Research
1988-ban Carl Sassenrath elhagyta a Szilícium-völgyet és a hegyek közé, az Ukiah-völgybe költözött. Több multimédia technológiákkal foglalkozó céget alapított itt (pl. Pantaray, American Multimedia, VideoStream), és mindemellett implementálta a Logo programozási nyelvet Amigára, illetve irányította a Commodore CDTV operációs rendszerének fejlesztését. Rövid ideig tanácsadóként és szoftver projektvezetőként segítette a VisCorp nevű vállalatot.
Kiadta a Guru’s Guide to the Commodore Amiga című könyvét.

### REBOL Technologies
1996-ban, a Java, a Perl és a Python programozási nyelvek elterjedését látva, kiadta saját programozási nyelvét, a REBOL-t (relative expression-based object language).
Továbbra is a kis kódméret, a gyors futás, illetve a kód, az adat és a metaadat közti rugalmas kapcsolódás volt a fókuszban. A programnyelv különböző grammatikát alkalmaz különféle összefüggésekben és környezetekben (dialecting).
Sassenrath 1998-ban megalapította a REBOL Technologies céget, a programozási nyelv R3 verziója azonban 2012. december 12-ei kiadása óta nem frissült.

## Jelen
Sassenrath jelenleg a Roku, Inc. cég főmérnöke. Továbbra is az Ukiah-völgyben él, ahol szőlőt termeszt és saját bort készít és több gyermekkori hobbijának hódol, mint például az amatőr rádiózás vagy a videókészítés. Egy helyi közösségi televízióadónál önkéntes feladatokat lát el.